# CA Metropolitano
CA Metropolitano is een Braziliaanse voetbalclub uit Blumenau in de staat Santa Catarina.

## Geschiedenis
De club werd opgericht in 2002. In 2004 promoveerde de club naar de hoogste klasse van het staatskampioenschap. In 2008 speelde de club in de Série C. Van 2010 tot 2017 speelde de club ook in de Série D. In 2013 behaalde de club de beste notering toen ze groepswinnaar werden en daarna Santo André uitschakelden. In de kwartfinale speelden ze twee keer gelijk tegen Juventude, maar door de uitdoelpunt-regel was het Juventude dat doorging en promoveerde. In 2017 degradeerde de club uit de staatscompetitie, maar kon de afwezigheid tot één seizoen beperken.